# Philophylla superflucta
Philophylla superflucta är en tvåvingeart som först beskrevs av Günther Enderlein 1911.  Philophylla superflucta ingår i släktet Philophylla och familjen borrflugor. Inga underarter finns listade i Catalogue of Life.